# Kurram (Distrikt)
Der Distrikt Kurram ist ein Verwaltungsdistrikt in Pakistan in der Provinz Khyber Pakhtunkhwa. Sitz der Distriktverwaltung ist die Stadt Parachinar. Der Distrikt ist nach dem Fluss Kurram benannt.
Der Distrikt hat eine Fläche von 3380 km² und nach der Volkszählung von 2017 619.553 Einwohner. Die Bevölkerungsdichte beträgt 183 Einwohner/km².
Kurram war eine Hochburg der Tehrik-i-Taliban Pakistan bis 2008, als die pakistanische Armee eine Militäroperation in dem Gebiet anordnete, um die Militanten zu vertreiben. Die Operation konnte 2011 erfolgreich abgeschlossen werden.

## Geografie
Der Distrikt befindet sich im mittleren Teil der Provinz Khyber Pakhtunkhwa, die sich im Norden von Pakistan befindet. Er grenzt an Afghanistan.

## Geschichte
Das Gebiet gehörte ab 1947 zu den Stammesgebieten unter Bundesverwaltung. 2018 wurden die Stammesgebiete aufgelöst und Kurram wurde als Distrikt Teil der Provinz Khyber Pakhtunkhwa.

## Demografie
Zwischen 1998 und 2017 wuchs die Bevölkerung um jährlich 1,71 %. Von der Bevölkerung leben ca. 6 % in städtischen Regionen und ca. 94 % in ländlichen Regionen. Das Geschlechterverhältnis liegt bei 99,3 Männer pro 100 Frauen und ergibt damit einen für Pakistan seltenen Frauenüberschuss. Im Distrikt wird vorwiegend die Sprache Paschto gesprochen.
| Jahr | Einwohnerzahl |
| ---- | ------------- |
| 1972 | 279.998       |
| 1981 | 294.362       |
| 1998 | 448.310       |
| 2017 | 619.553       |

## Wirtschaft
Lebensgrundlage für den größten Teil der Bevölkerung ist die Landwirtschaft, welche auf Subsistenzlevel betrieben wird.

## Galerie

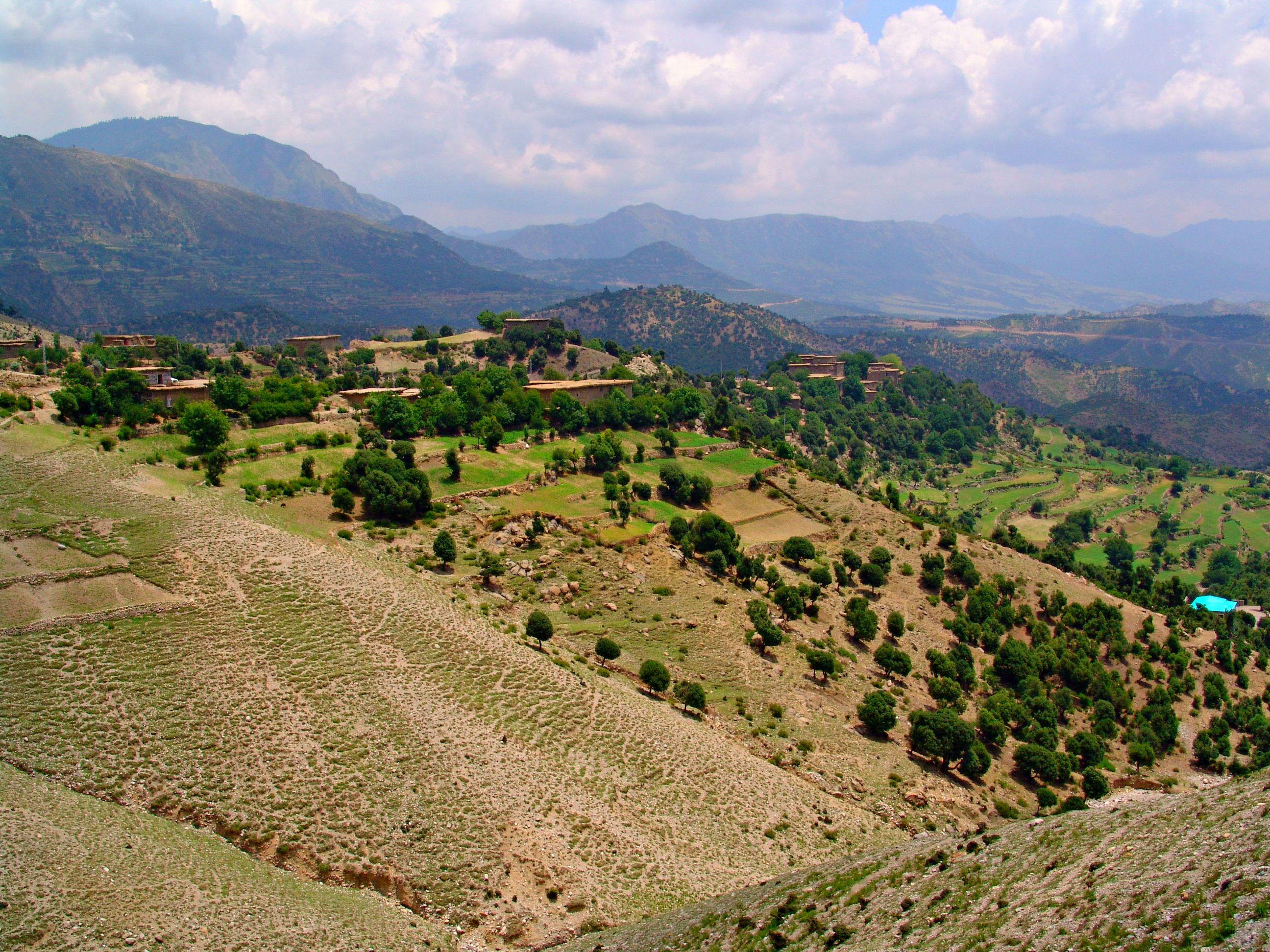
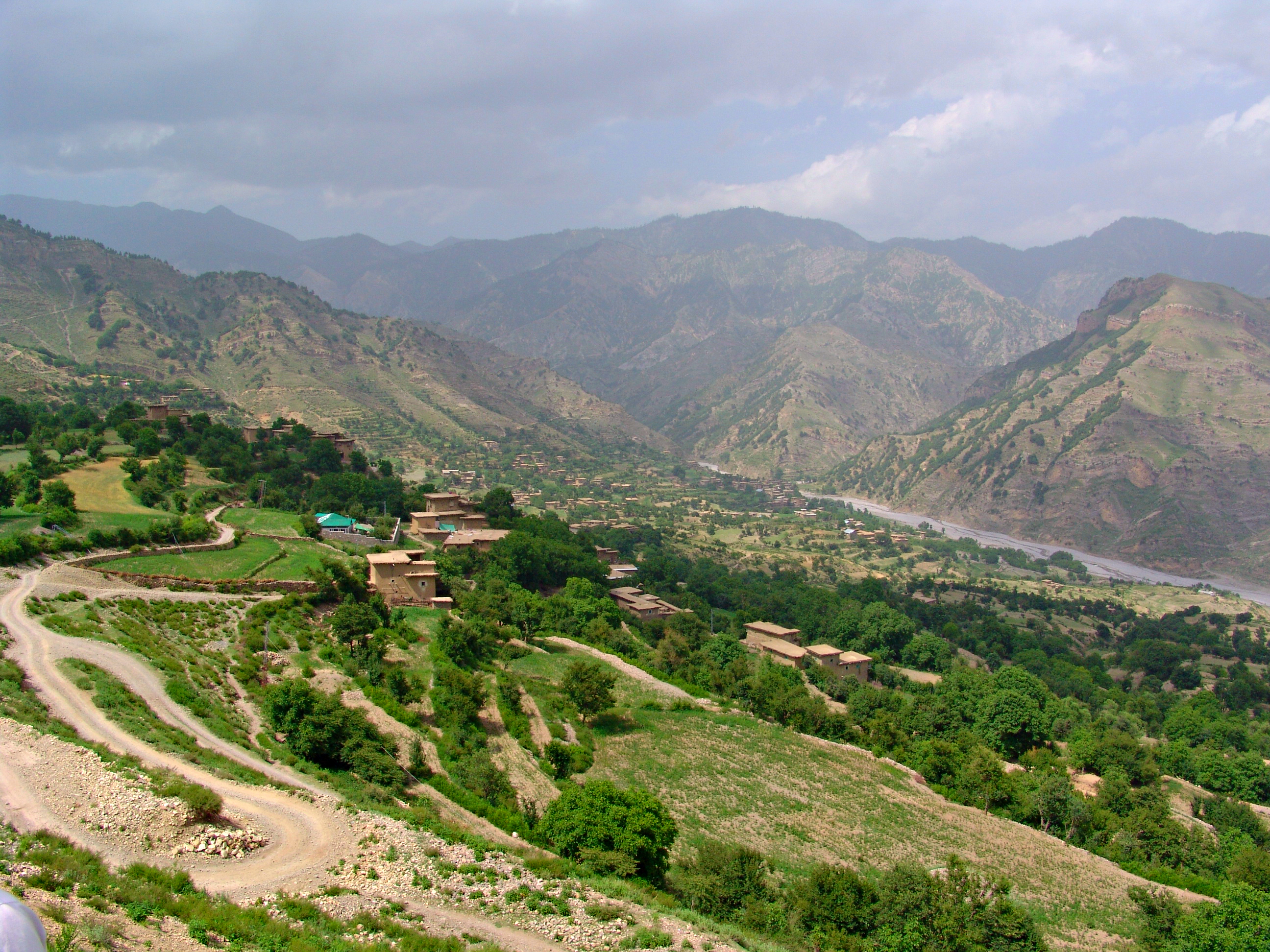
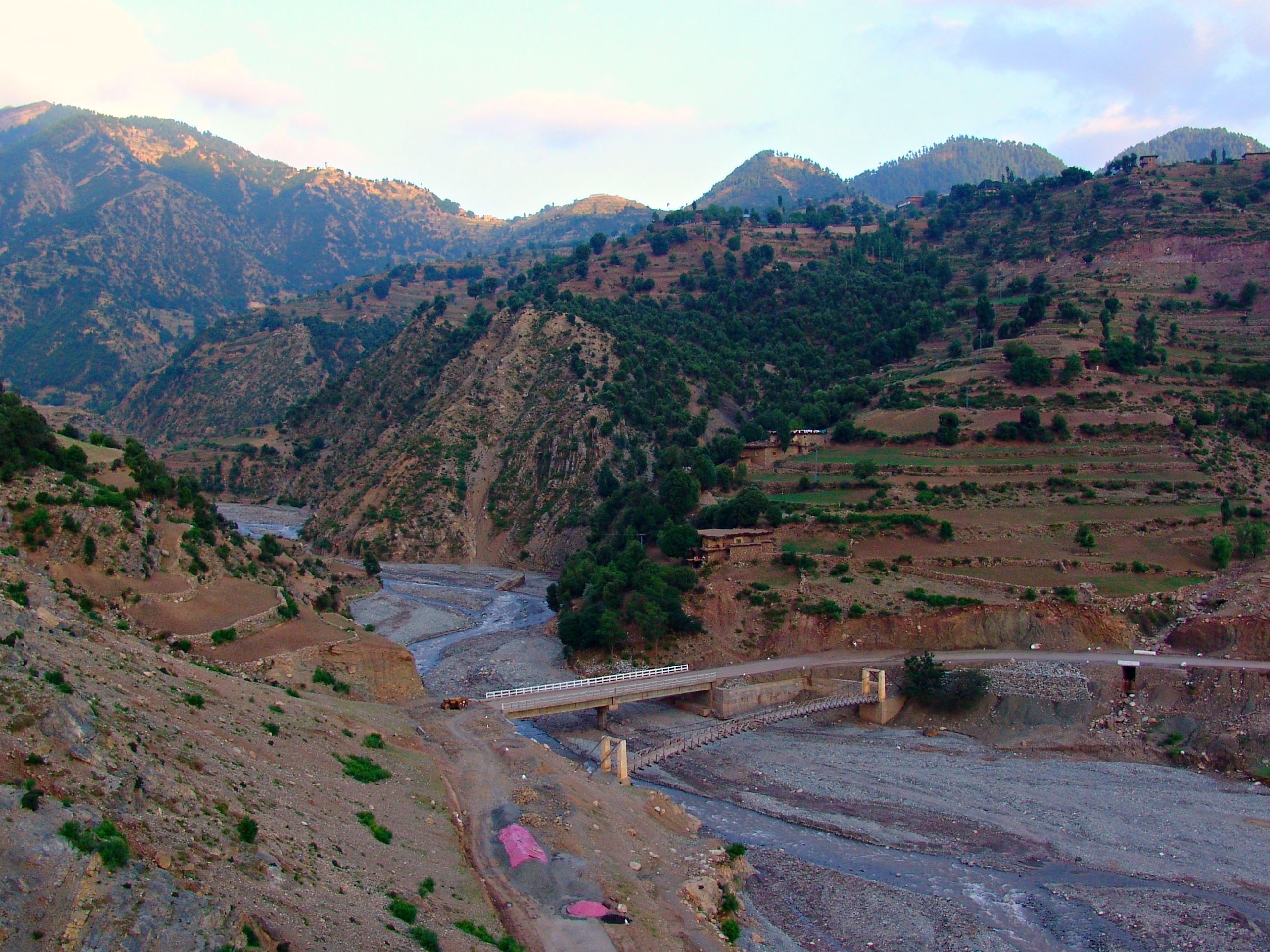
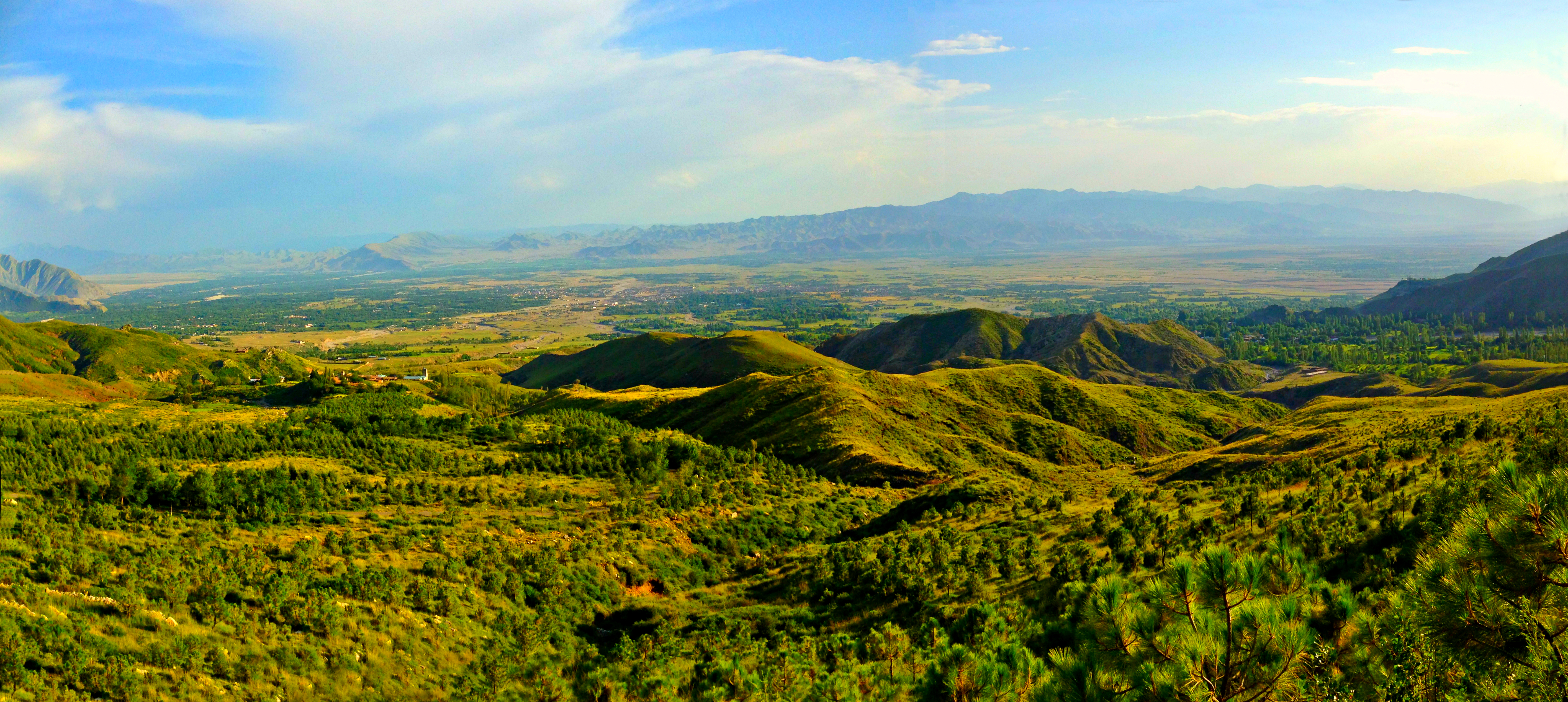
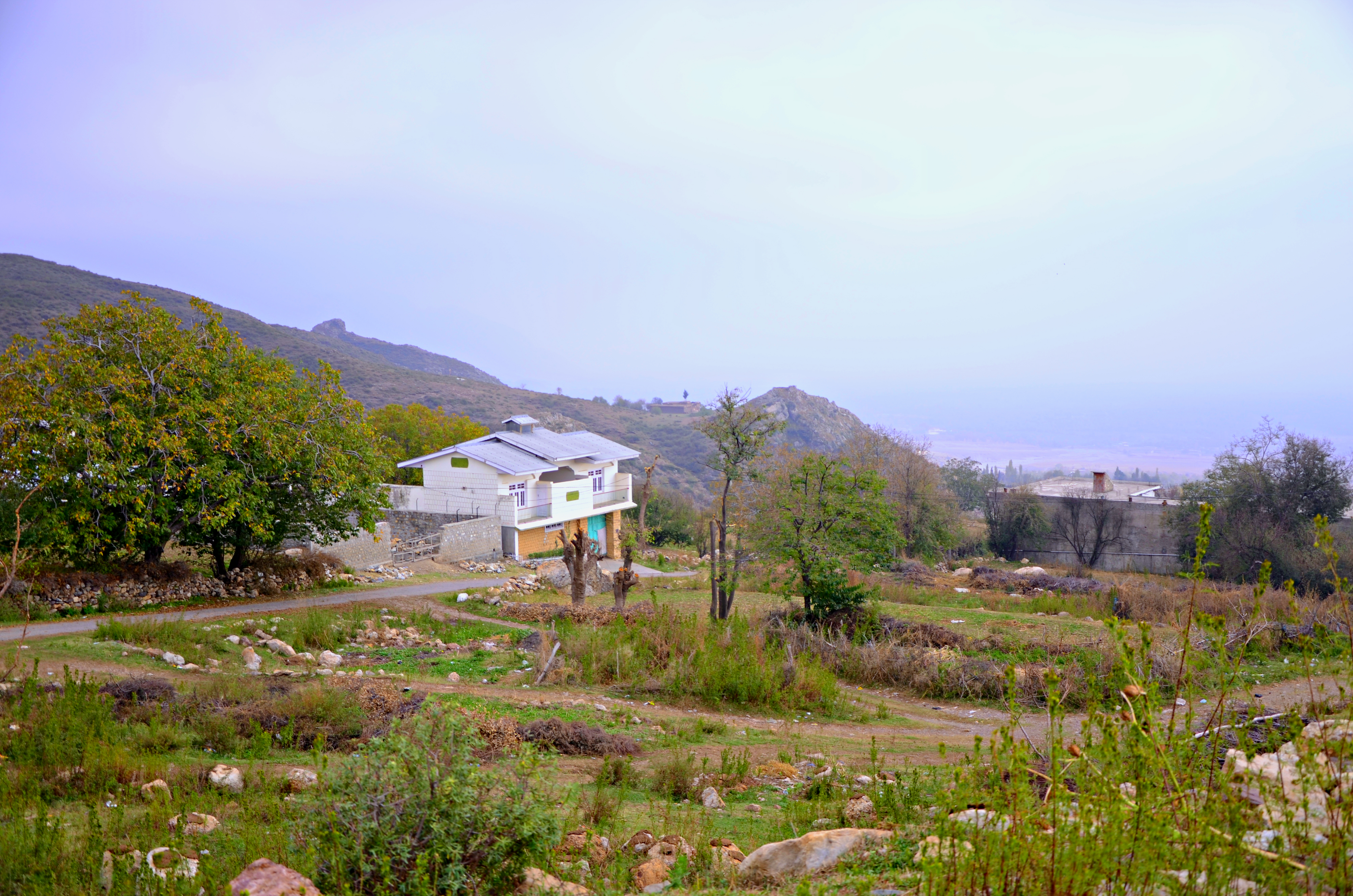